# さがみ湖MORI MORI
さがみ湖MORI MORI（さがみこモリモリ）は、神奈川県相模原市緑区若柳にある自然に親しむことをコンセプトとしたレジャーランド。アウトドアスポーツなどの施設がある。

## 概要
プロレスラーの力道山が、かつてこの地に広大なゴルフ場「レイクサイド・カントリークラブ」の建設を計画した。土地を買収し、ゴルフ会員権も販売した後、建設にも取りかかったが、1963年の力道山の死に伴い未完に終わった。その後土地が売却・転売され、この施設が建設された。
開業当初の名称は「相模湖ピクニックランド」(その後「さがみ湖ピクニックランド」に変更）。2007年2月に富士急グループに加わってからは「さがみ湖リゾート プレジャーフォレスト」に改称され、更に2024年7月13日より「さがみ湖MORI MORI」に改称し現在に至る。現在の運営会社は、富士急行の子会社・相模湖リゾート株式会社である。なお、キャンプ場の運営は株式会社ピカ（旧株式会社フジヤマ・クオリティ）が行っている。
2013年（平成25年）、富士山が世界文化遺産に登録されると、富士急ハイランドのある山梨県富士吉田市では景観規制が導入されることになり、富士急行はハイランドに新設する予定だった絶叫マシンを一部当地に建設する意向を示した。この方針に基づく第一号のアトラクションが2014年に開業した「大空天国」である。以後、2016年にはハイランドの同種アトラクション「テンテコマイ」と同日に開業した「極楽パイロット」が導入されたが、2017年以降はアジア初となる大型アスレチック「マッスルモンスター」や子供向けアスレチック「ハッスルスパイダー」、世界初の吊り橋型絶叫アトラクション「風天」といったアスレチック施設を中心に導入を続けている。その一方で富士急ハイランドでは、2017年にドドンパをリニューアルした「ド・ドドンパ」が開業した他、2023年には新規大型コースターZOKKONが開業した。
イメージキャラクターにくまのパディントンを採用しており、一部のアトラクションやキャンプ場に使用されている。

## 主な施設

### 遊園地エリア
遊園地エリアは「パディントン タウン」、「プレイランド」、「山頂エリア」の3つのエリアで構成されている。

#### 現在
パディントン タウン
世界初のパディントンベアのテーマパークとして2018年7月21日にオープン。
- ハッスル スパイダー
20種類のアクティビティが用意されている空中アスレチック。ネットで覆われている為、ハーネスを装着せずに楽しめる。
- しゅっぱつ！パディントン号
小型の機関車。
- しゅつどう！パディントン消防隊
ウォーターシューティング。
- とつげき！パディントン探検隊
ミニコースター。既存の「ひこーきコースター ペリカン君」のリニューアル。
- パディントン博士のサイエンスメイズ
6角形の小部屋が続く迷路。既存の「ミツバチ大作戦」のリニューアル。
- パディントンの鏡の館
鏡の迷路。既存の「ミラーメイズ」のリニューアル。
- はっしん！パディントン飛行隊（2021年11月23日開業）
飛行機型のライドが旋回するアストロ・オービター型アトラクション。
- すすめ！キャプテンパディントン（2021年11月23日開業）
小型のバイキング。

迷路百貨店
既存の3つの施設に新たに4つの施設を加えて2013年7月にオープン。（※は2013年に登場した施設）
- 立体迷路 カラクリ砦
- ミラーメイズ
現在は「パディントンの鏡の館」にリニューアル。
- ちびっこメイズ
- ミツバチ大作戦※
現在は「パディントン博士のサイエンスメイズ」にリニューアル。
- コーン畑の冒険※
実際にとうもろこしを植えて作られた迷路。現在は収穫されたため閉鎖。
- ウォータートラップ※
夏季限定。2014年よりじゃぶじゃぶパラダイスの中に移設。
- はじめてめいろ※

アスレチック
- 絶叫吊り橋 風天（2020年4月29日開業）
世界初となる吊り橋型アトラクション。8本の吊り橋で構成されており、難易度の異なる4つのコースが用意されている。
マッスルモンスターの隣に設置されている。フリーパス対象外。
- マッスルモンスター2
アジア初登場となる、92種類のアクティビティと屋上展望台からなる巨大アスレチック「鳥肌コロシアム マッスルモンスター」として2017年3月開業。園内山頂に位置し、一部崖にせり出している箇所もある。アスレチックとジャイアントスイング（巨大ブランコ）はフリーパス対象外で、展望台の利用は無料。
2021年7月17日、34種類のアクティビティのリニューアルと1種類のアクティビティが追加され、「マッスルモンスター2」としてリニューアルされた。
- 空中アスレチック 天狗道場
ロープや丸太を伝ってデッキ間を渡っていくアスレチック。初級・中級・上級の3コースある。フリーパス対象外。
- SASUKEキッズアドベンチャー（2022年7月30日開業）
SASUKEとのコラボによるアスレチック。既存の施設「ターザンマニア」の構造が活かされており、アクティビティの数も12種類から19種類に増えた。
- 考えるアスレチック ピカソのタマゴ
赤や青などカラフルな色遣いと不思議な形状を持った新しいタイプのアスレチック。2009年7月開業。2011年7月には拡大オープンした。入園料のみで利用可。

カートアトラクション
- F-1カート
山の中に設けられた全長約850メートル 、高低差約20メートルのコースを走行する、園内人気No.1のカートアトラクション。
- バギーカート
全長1,200メートルのアップダウンの激しいコースを走行するカートアトラクション。
- もりもりサファリ ぼうけんカート
山の斜面を自動運転で走行するカートアトラクション。コース中には様々な動物が登場する。既存施設「バンピーカート」をリニューアルし、2024年3月23日に開業。

お山のかんらんしゃ
山頂にある観覧車。頂上は標高420 mに達する。
大空天国
山頂エリアに初の本格絶叫マシンとして2014年7月開業。2機の16人乗りブランコが、最高時速80キロメートルで高さ25メートル、最大115度までスイングする。
極楽パイロット
アームの先端に付いたライドが旋回し、座席に付いた翼を動かすと風を受けて揺れ、360度横回転させる事が出来るアトラクション。
ペアパラレルリフト
プレイランドと山頂エリアを結ぶリフト。2016年のさがみ湖イルミリオンより、レーンの増設や乗り場の床がベルトコンベアになるなどリニューアルされた。
スカイパラソル
パラシュート型のライドが傾斜しながら旋回する。元々はパディントン ベアとコラボしており、「パディントン ベアのスカイパラソル」という名称だった。
空飛ぶブランコ
回転ブランコ型アトラクション。元々は「チェーンタワー」という名称だったが、パディントン ベアとコラボし「パディントン ベアの空飛ぶブランコ」にリニューアルした。その後コラボが終了し現在の名称に至る。
ティーパーティー
コーヒーカップ型アトラクション。元々は「ハッピーティータイム」という名称だったが、パディントン ベアとコラボし「パディントン ベア ティーパーティー」にリニューアルした。その後コラボが終了し現在の名称に至る。
スカイライダー

ワームホール

ジャンボすべり台

パターゴルフ

スプラッッッシュカーニバル(2025年6月28日開業)
夏季限定屋外水遊び施設。プールと異なり、水着の着用は義務付けられていない。2014年から2024年に運営していた「じゃぶじゃぶパラダイス」をリニューアルしたもの。
スノーパラダイス
冬季限定施設。
青空ペダル（2025年9月13日開始）
髙さ370mの所に設置されたレールの上をペダルを漕ぎながら進む二人乗りの乗り物。所要時間約4分間で近隣の山々や相模湖の森、下に広がる遊園地エリアを見ながら楽しむ。入園料と別に利用料金800円が必要。年齢制限4歳以上。

#### 過去
森のグランプリ
2013年7月20日開業。日本初となる常設電動式カートアトラクション。
ロストマウンテン
園内全域を利用した、体験型RPGアトラクション。フリーパス対象外。
空にまいあがるゾー

ジャンピングスター

ひこーきコースター ペリカン君
現在は「とつげき！パディントン探検隊」にリニューアル。
メリーゴーランド
営業終了後は伊豆ぐらんぱる公園に移設され、現在も運営されている。
ツインドラゴン

てんとう虫

こども汽車

### ホビーエリア
- ドッグフィールド
- 第1・第2サバイバルゲームフィールド
- RC 1/8オンロードコース
- ドローンフィールド相模湖

### キャンプエリア
- PICAさがみ湖 - アウトドア宿泊施設

旧称は「パディントン ベア・キャンプグラウンド」だったが、2019年4月よりPICAリゾート施設名統一の為変更された。
- ワイルドクッキングガーデン - 屋内・屋外バーベキュー場

### 園外施設
- さがみ湖温泉 うるり

## 季節のイベント
- さがみ湖さくら祭り（春季）
- さがみ湖イルミリオン（冬季）

## 運営主体
2007年1月までは、三井物産の完全子会社であった株式会社相模湖ピクニックランド(SPL)が運営していた。経営の合理化を目的として、三井物産は同社の事業売却を検討し、リゾート事業の拡充を目指す富士急グループに譲渡されることとなった。
2006年12月22日に、富士急行の完全子会社として相模湖リゾート株式会社が設立され、2007年2月1日から事業譲渡により運営を引き継いだ。株式会社相模湖ピクニックランドは清算される。

## 沿革
- 1972年（昭和47年） - 「相模湖ピクニックランド（後にさがみ湖ピクニックランドに改称）」[3]として開園。
- 1975年（昭和50年）2月1日 - 株式会社相模湖ピクニックランドが設立され、運営会社となる。
- 2006年（平成18年）12月22日 - 富士急行株式会社が全額出資をして、相模湖リゾート株式会社を設立。
- 2007年（平成19年）2月1日 - さがみ湖ピクニックランドの事業資産を富士急グループの相模湖リゾート株式会社に事業譲渡し、運営移管。
- 2008年（平成20年）
  - 4月 - イメージキャラクターに「くまのパディントン」を採用。
  - 7月10日 - 「さがみ湖ピクニックランド」から「さがみ湖リゾート プレジャーフォレスト」に改称。
- 2009年（平成21年）
  - 7月 - 大型アスレチック「ピカソのタマゴ」オープン。
  - 12月11日 - 初のイルミネーションイベント「さがみ湖イルミリオン」初開催。
- 2010年（平成22年）11月13日 - 新アトラクション「パディントン ベアのスカイパラソル」導入、「チェーンタワー」「ハッピー ティータイム」をそれぞれ「バディントン ベアの空飛ぶブランコ」「パディントン ベア ティーパーティー」にリニューアル。
- 2011年（平成23年）
  - 4月28日 - 野外バーベキュー場「ワイルドクッキングガーデン」オープン。
  - 6月28日 - 体験型謎解きロールプレイングゲーム「ロストマウンテン」導入。
  - 7月23日 - 3種類の迷路のテーマゾーン「森の迷路」オープン。
- 2012年（平成24年）
  - 7月21日 - 立体迷路「カラクリ砦」、空中アスレチック「天狗道場」導入。
  - 12月7日 - 大型フードコート「ワイルドダイニング」オープン。
- 2013年（平成25年）
  - 3月15日 - 温浴施設「さがみ湖温泉 うるり」開業。
  - 7月20日 - 既存の迷路に新たに迷路を導入し「迷路百貨店」としてオープン、カートアトラクション「森のグランプリ」導入。
- 2014年（平成26年）
  - 7月18日 - 初の絶叫アトラクション「大空天国」導入。
  - 7月19日 - 夏季限定水遊びエリア「じゃぶじゃぶパラダイス」オープン。
  - 9月2日 - 4日 - 日本エクストリーム出社協会による「エクストリーム出社大会 in さがみ湖リゾート」を開催。
- 2015年（平成27年）4月18日 - ランニングイベント「サバイバルラン」を開催。
- 2016年（平成28年）7月16日 - 新絶叫アトラクション「極楽パイロット」、新アスレチック施設「ターザンマニア」導入。
- 2017年（平成29年）3月25日- 巨大アスレチック施設「鳥肌コロシアム マッスルモンスター」導入。
- 2018年（平成30年）7月21日 - ミニコースターなど5つのアトラクションを取り入れた新エリア「パディントン タウン」開業。
- 2019年（令和元年）7月13日 - パディントン タウンに新アスレチック施設「ハッスル スパイダー」導入。
- 2020年（令和2年）
  - 4月29日 - 世界初の吊り橋アトラクション「風天」導入。
  - 11月14日 - ポケットモンスターとさがみ湖イルミリオンがコラボし、「ポケモンイルミネーション」が期間限定で開催[4]。
- 2021年（令和3年）
  - 7月17日 - マッスルモンスターを一部アクティビティのリニューアルと、新アクティビティを1つ追加し「マッスルモンスター2」として開業。
  - 11月23日 - パディントン タウンに新アトラクション「はっしん！パディントン飛行隊」「すすめ！キャプテンパディントン」導入。
- 2022年（令和4年）7月30日 - ターザンマニアがSASUKEとコラボし「SASUKEキッズアドベンチャー」として開業。
- 2024年（令和6年）7月13日 - 「さがみ湖MORI MORI」に改称しリニューアルオープン。

## 営業時間
営業時間
- 平日：10時 - 16時
- 土日祝日：9時 - 17時
- 休園日：毎週水・木曜日

※時期によって変更あり

## 交通アクセス
鉄道・路線バス
- JR中央本線相模湖駅からバス
  - 神奈川中央交通 相模湖駅（三ヶ木行、湖21系統） - さがみ湖MORIMORI前停留所下車

- JR横浜線・相模線、京王相模原線橋本駅からバス
  - 神奈川中央交通 橋本駅北口（三ヶ木行、橋01・橋03系統） - 三ヶ木（相模湖駅行き乗換、湖21系統） - さがみ湖MORIMORI前停留所下車
  - 神奈川中央交通 橋本駅北口（さがみ湖MORIMORI前行、橋11系統） - さがみ湖MORIMORI前停留所下車　※土休日2往復のみ運行

高速バス（季節運行）
- バスタ新宿から直行バス（フジエクスプレス）
- 横浜駅西口から直行バス（フジエクスプレス・相鉄バス）

自動車
- 相模湖東側の国道412号沿い
  - 中央自動車道相模湖東出口ないし相模湖ICから国道20号経由で国道412号へ。
  - 圏央道高尾山ICから国道20号経由で国道412号へ。

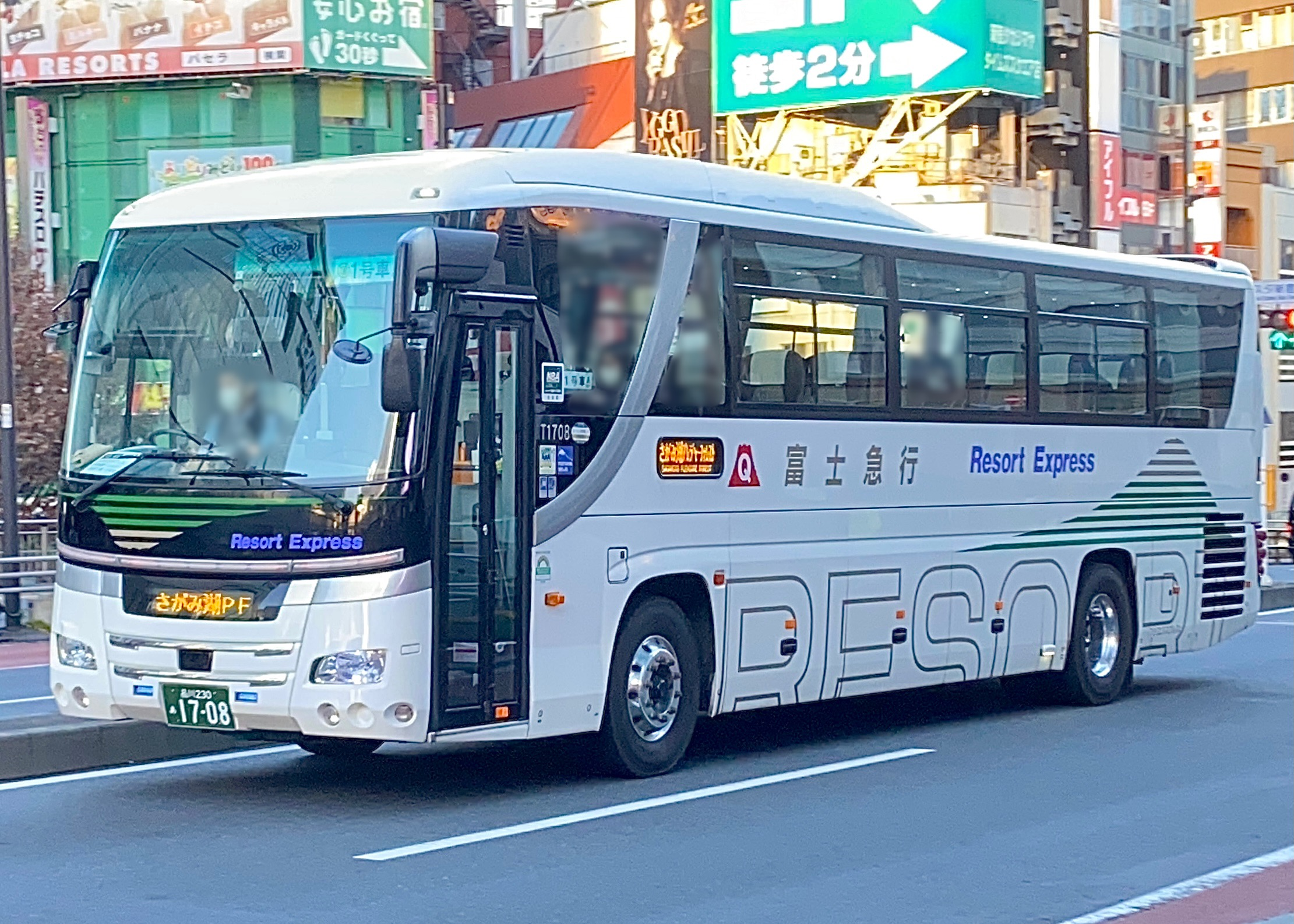
バスタ新宿を出発するフジエクスプレスの高速バス（2020年11月25日撮影）
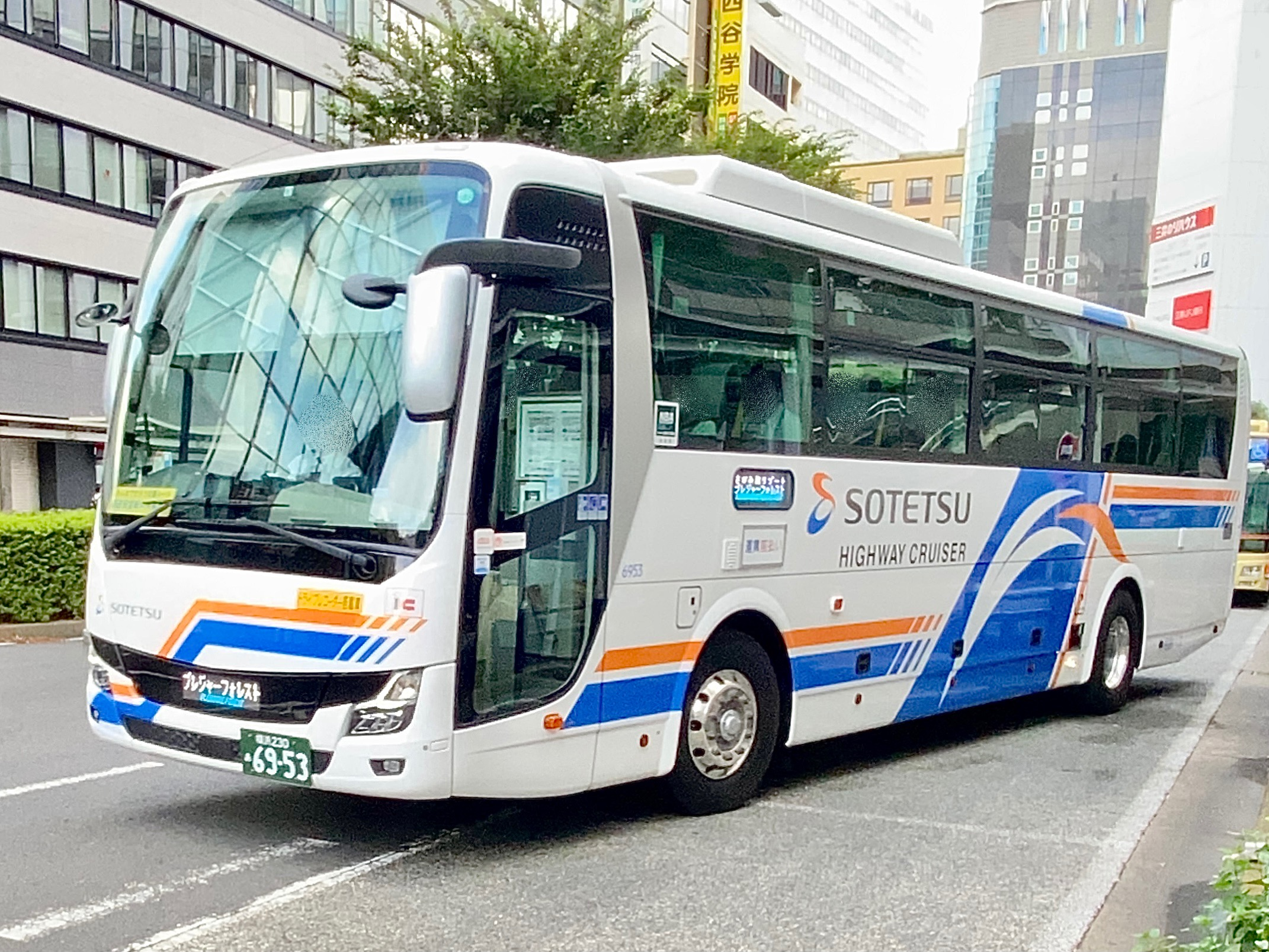
横浜駅西口を出発する相鉄バスの高速バス（2021年08月07日撮影）

## ロケ地
バラエティ番組など、多くの撮影にアトラクションはじめ使われており、上述のようにSASUKEとはコラボアトラクションも開発している。
・ウルトラセブン第39話「セブン暗殺計画（前編）」ウルトラセブンが磔にされるシーンを撮影（造成前）。